# Adunni Ade

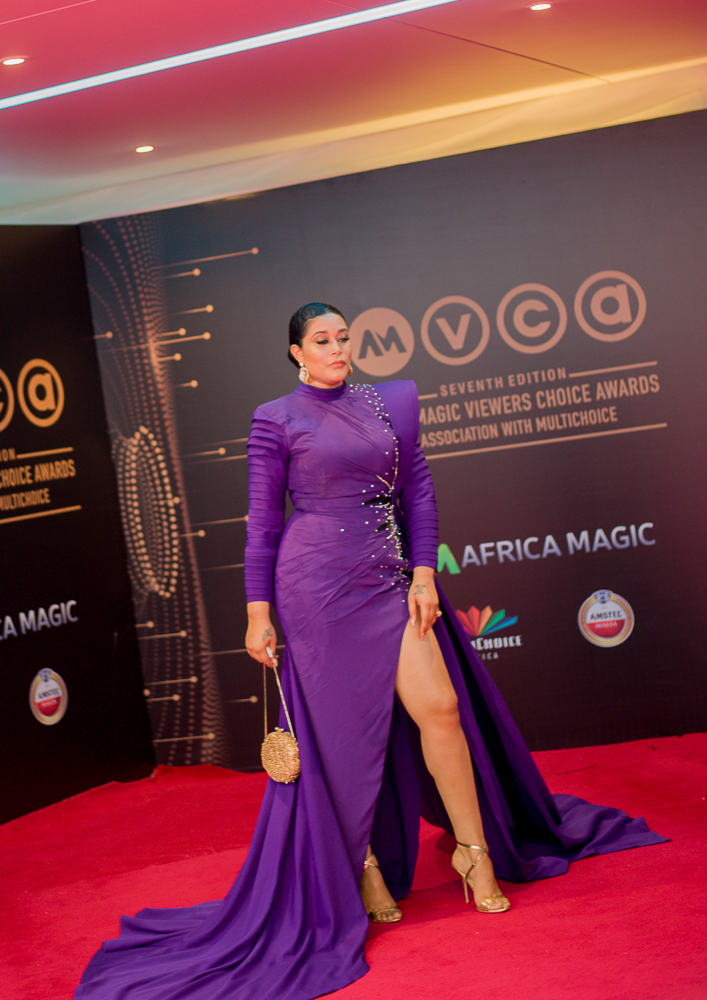
Adunni Ade

Adunni Ade là tên của một diễn viên và cũng là một người mẫu người Nigeria.

## Lí lịch
Bà sinh ra ở Queens, New York, Mỹ. Bà là người 3 ba dòng máu do mẹ bà là người Mỹ gốc Đức, còn cha bà là một người Nigeria nói tiếng Yoruba. Bà lớn lên ở bang Lagos và cả ở Mỹ. Quốc tịch của bà là Nigeria, nhưng quyền công dân là ở cả Nigeria và Mỹ.
Bà học tại bang Lagos và bang Ogun. Khi chọn trường đại học, cha bà khi ấy là một doanh nhân thành đạt đã khuyến khích bà chọn ngành kế toán. Sau đó, bà vào đại học Kentucky, bang Kentucky, Mỹ và tốt nghiệp với bằng kế toán vào năm 2006.

## Sự nghiệp
Ban đầu bà làm việc trong lĩnh vực nhà ở và bảo hiểm ở Mỹ, sau đó bà chuyên sang ngành giải trí. Bà mạo hiểm tham gia vào ngành người mẫu thời trang với bước đầu tiên là vào cuộc thi America's Next Top Model.
Sau khi về nước, bà được đóng một vai diễn trong một bộ phim Nollywood (nền công nghiệp điện ảnh của Nigeria) tên là You or I vào năm 2013, ngôn ngữ của nó là tiếng Yoruba. Tiếp đến, bà cũng góp mặt vào một số bộ phim của Nollywood với ngôn ngữ là tiếng Yoruba lẫn với tiếng Anh. Ngoài ra, bà còn xuất hiện trong một số video âm nhạc của Soundn Sultan và Ice Prince.
Vì những nỗ lực của bà để góp phần thúc đẩy văn hóa Nigeria, bà nhận được giải Stella của học viện nhà báo Nigeria. Năm 2017, Adunni Ade trở thành gương mặt thương hiệu cho OUD Majestic.

## Đời tư
Bà có 2 người con trai, tên là D'Marion và Ayden. Sau khi đưa ra một lựa chọn khó khăn, bà quyết định ly hôn với chồng và trở thành một người mẹ đơn thân.

## Sản phẩm điện ảnh chọn lọc

### Phim
- Iwo tabi emi (You or I) (2013)[14][15]
- What’s Within (2014)
- 2nd Honeymoon (2014)
- Head Gone (2015)
- So in Love. (2015)
- Schemers (2016)
- Diary of a Lagos Girl (2016)
- Diary of a Lagos girl (2016)
- For The Wrong Reasons (2016)
- Its Her Day (2016)
- The Blogger's Wife (2017)
- Guyn Man (2017)
- Boss of All Bosses (2018)

### Chương trình truyền hình
- Behind the Cloud
- Babatunde Diaries
- Jenifa's Diary phần 2
- Sons of the caliphate phần 2